# Draba smithii
Draba smithii är en korsblommig växtart som beskrevs av Ernest Friedrich Gilg och Otto Eugen Schulz. Draba smithii ingår i släktet drabor, och familjen korsblommiga växter. Inga underarter finns listade i Catalogue of Life.